# Rajon Jakymiwka
Der Rajon Jakymiwka (ukrainisch Якимівський район/Jakymiwskyj rajon; russisch Акимовский район/Akimowski rajon) war eine administrative Einheit in der Oblast Saporischschja im Südosten der Ukraine. Das Zentrum des Rajons war die Siedlung städtischen Typs Jakymiwka.

## Geographie
Der Rajon lag im Südwesten der Oblast Saporischschja, er grenzte im Norden auf einem kurzen Stück an den Rajon Wessele, im Nordosten an den Rajon Melitopol, im Osten an den Rajon Pryasowske, im Südosten an das Asowsche Meer, im Südwesten an den Rajon Henitschesk (in der Oblast Cherson), im Westen an den Rajon Iwaniwka (Oblast Cherson) sowie im Nordwesten auf einem kurzen Stück an den Rajon Nyschni Sirohosy (Oblast Cherson).
Durch das ehemalige Rajonsgebiet fließen der Welykyj Utljuk (Великий Утлюк), der Malyj Utljuk (Малий Утлюк), der Atmanaj (Атманай) sowie der Taschtschenak (Тащенак), im Süden wird er durch den Utljuk-Liman und im Osten durch den Molotschna-Liman begrenzt, das Gebiet ist sehr flach mit Höhenlagen zwischen 10 und 50 Metern (höchste Erhebung 57 Meter) und wird durch das Schwarzmeertiefland geprägt.

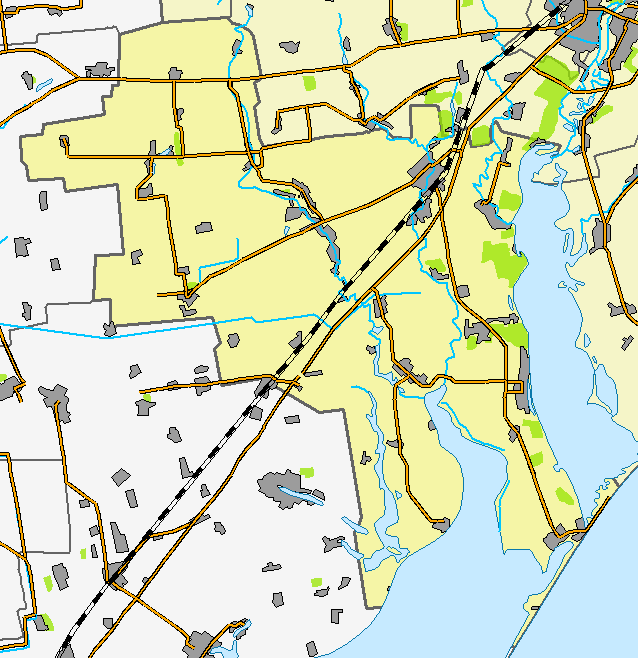
Übersichtskarte des Rajons

Der Fedotowa-Nehrung befindet sich im Süden des Rajonsgebietes.

## Geschichte
Der Rajon entstand 1923, nach der Besetzung durch deutsche Truppen wurde das Rajonsgebiet 1942 in das Reichskommissariat Ukraine eingegliedert und lag hier im Generalbezirk Krim (Teilbezirk Taurien), Kreisgebiet Akimowka. Nach dem Ende des Zweiten Weltkriegs kam es wieder zur Sowjetunion/Ukrainische SSR, seit 1991 ist er Teil der heutigen Ukraine.
Am 17. Juli 2020 kam es im Zuge einer großen Rajonsreform zum Anschluss des Rajonsgebietes an den Rajon Melitopol.

## Administrative Gliederung
Auf kommunaler Ebene war der Rajon in zwei Siedlungsratsgemeinden und 12 Landratsgemeinden unterteilt, denen jeweils einzelne Ortschaften untergeordnet waren.
Zum Verwaltungsgebiet gehörten:
- 2 Siedlungen städtischen Typs
- 38 Dörfer
- 4 Siedlungen

### Siedlungen städtischen Typs
| Siedlungen städtischen Typs | Siedlungen städtischen Typs | Siedlungen städtischen Typs |
| Name                        | Name                        | Name                        |
| ukrainisch transkribiert    | ukrainisch                  | russisch                    |
| --------------------------- | --------------------------- | --------------------------- |
| Kyryliwka                   | Кирилівка                   | Кирилловка (Kirillowka)     |
| Jakymiwka                   | Якимівка                    | Акимовка (Akimowka)         |

### Dörfer und Siedlungen
| Dörfer                                  | Dörfer                        | Dörfer                                                           | Dörfer            |
| Name                                    | Name                          | Name                                                             | Gemeindezuordnung |
| ukrainisch transkribiert                | ukrainisch                    | russisch                                                         | Gemeindezuordnung |
| --------------------------------------- | ----------------------------- | ---------------------------------------------------------------- | ----------------- |
| Atmanaj                                 | Атманай                       | Атманай (Atmanai)                                                | Atmanaj           |
| Andrijiwka                              | Андріївка                     | Андреевка (Andrejewka)                                           | Dawydiwka         |
| Bohatyr                                 | Богатир                       | Богатырь (Bogatyr)                                               | Radywoniwka       |
| Dawydiwka                               | Давидівка                     | Давыдовка (Dawydowka)                                            | Dawydiwka         |
| Druschba                                | Дружба                        | Дружба                                                           | Rosiwka           |
| Hanniwka                                | Ганнівка                      | Анновка (Annowka)                                                | Nowodanyliwka     |
| Hwardijske                              | Гвардійське                   | Гвардейское (Gwardeiskoje)                                       | Tawrijske         |
| Jelysawetiwka                           | Єлизаветівка                  | Елизаветовка (Jelisawetowka)                                     | Nowodanyliwka     |
| Jurjiwka                                | Юр'ївка                       | Юрьевка (Jurjewka)                                               | Wolodymyriwka     |
| Kossych                                 | Косих                         | Косых                                                            | Ochrimiwka        |
| Lymanske                                | Лиманське                     | Лиманское (Limanskoje)                                           | Kyryliwka         |
| Mala Terniwka                           | Мала Тернівка                 | Малая Терновка (Malaja Ternowka)                                 | Scheljuhy         |
| Mychajliwske                            | Михайлівське                  | Михайловское (Michailowskoje)                                    | Maxyma Horkoho    |
| Myrne (bis 2016 Leninske)               | Мирне (Ленінське)             | Мирное (Mirnoje)/Ленинское (Leninskoje)                          | Radywoniwka       |
| Nowe                                    | Нове                          | Новое (Nowoje)                                                   | Atmanaj           |
| Nowodanyliwka                           | Новоданилівка                 | Новоданиловка (Nowodanilowka)                                    | Nowodanyliwka     |
| Ochrimiwka                              | Охрімівка                     | Охримовка (Ochrimowka)                                           | Ochrimiwka        |
| Oleksandriwka                           | Олександрівка                 | Александровка (Alexandrowka)                                     | Wolodymyriwka     |
| Peremoha                                | Перемога                      | Перемога (Peremoga)                                              | Radywoniwka       |
| Petriwka                                | Петрівка                      | Петровка (Petrowka)                                              | Tschernosemne     |
| Radywoniwka                             | Радивонівка                   | Радивоновка (Radiwonowka)                                        | Radywoniwka       |
| Rosiwka                                 | Розівка                       | Розовка (Rosowka)                                                | Rosiwka           |
| Scheljuhy                               | Шелюги                        | Шелюги (Scheljugi)                                               | Scheljuhy         |
| Schewtschenka                           | Шевченка                      | Шевченко (Schewtschenko)                                         | Tschernosemne     |
| Semychatky (2011 aufgelöst)             | Семихатки                     | Семихатки (Semichatki)                                           | Nowodanyliwka     |
| Sernowe                                 | Зернове                       | Зерновое (Sernowoje)                                             | Tawrijske         |
| Sirka                                   | Зірка                         | Зирка                                                            | Rosiwka           |
| Solone                                  | Солоне                        | Солёное (Soljonoje)                                              | Atmanaj           |
| Stepowe                                 | Степове                       | Степовое (Stepowoje)                                             | Maxyma Horkoho    |
| Tawrijske (bis 2016 Tscherwonoarmijske) | Таврійське (Червоноармійське) | Таврийское (Tawrijskoje)/Червоноармейское (Tscherwonoarmeiskoje) | Tawrijske         |
| Tschornosemne                           | Чорноземне                    | Черноземное (Tschernosemnoje)                                    | Tschernosemne     |
| Tscherwone                              | Червоне                       | Червоное (Tscherwonoje)                                          | Rosiwka           |
| Tymofijiwka                             | Тимофіївка                    | Тимофеевка (Timofejewka)                                         | Radywoniwka       |
| Welyka Terniwka                         | Велика Тернівка               | Великая Терновка (Welikaja Ternowka)                             | Nowodanyliwka     |
| Wesnjane                                | Весняне                       | Весняное (Wesnjanoje)                                            | Maxyma Horkoho    |
| Wjasiwka (bis 2016 Kujbyschewe)         | В'язівка (Куйбишеве)          | Вязовка (Wjasowka)/Куйбышево (Kuibyschewo)                       | Tschernosemne     |
| Wolodymyriwka                           | Володимирівка                 | Владимировка (Wladimirowka)                                      | Wolodymyriwka     |
| Wowtsche                                | Вовче                         | Волчье (Woltschje)                                               | Atmanaj           |
| Wowtschanske                            | Вовчанське                    | Волчанское (Woltschanskoje)                                      | Dawydiwka         |
| Siedlungen                              |                               |                                                                  |                   |
| Jakymiwske                              | Якимівське                    | Акимовское (Akimowskoje)                                         | Peremoschne       |
| Maxyma Horkoho                          | Максима Горького              | Максима Горького (Maxima Gorkogo)                                | Maxyma Horkoho    |
| Peremoschne                             | Переможне                     | Переможное (Peremoschnoje)                                       | Peremoschne       |
| Trudowe                                 | Трудове                       | Трудовое (Trudowoje)                                             | Peremoschne       |